# Martin N’Kouka
Martin N’Kouka (* 12. März 1958 in Kinshasa) ist ein ehemaliger kongolesischer Fußballspieler.

## Karriere
Der 172 Zentimeter große Mittelfeldspieler aus dem Staat Zaire, der heutigen Demokratischen Republik Kongo, begann das Fußballspielen in der benachbarten Volksrepublik Kongo, wo er von 1976 an bei den Diables Noirs aus der Hauptstadt Brazzaville unter Vertrag stand. Mit der Mannschaft wurde er 1977 im Alter von 19 Jahren kongolesischer Meister. Trotz des Erfolgs wurde er nicht über die Landesgrenzen hinaus bekannt und erhielt zunächst nicht die Chance zu einem Wechsel ins Ausland. Dies geschah 1980 doch noch, als ihm der französische Viertligist FC Salon ein Angebot unterbreitete. N’Kouka nahm an und konnte innerhalb einer Saison bei Salon derart auf sich aufmerksam machen, dass er 1981 vom Zweitligisten SC Toulon verpflichtet wurde. 
Bei Toulon avancierte er auf der rechten Seite im Mittelfeld sofort zum Stammspieler und war Teil einer Mannschaft, die 1982 im Pokalhalbfinale gegen den FC Tours nur knapp den Sprung ins Endspiel verpasste. 1983 gelang der angestrebte Aufstieg in die erste Liga und der Spieler aus dem Kongo konnte sich auch in der höchsten Spielklasse behaupten. Er erreichte mit seinen Teamkameraden immer wieder den Klassenerhalt und zeigte dabei derart gute Leistungen, dass er am Ende der Spielzeit 1984/85 in die von Journalisten zusammengestellte Ligaelf des Jahres aufgenommen wurde. Aufgrund dauerhafter Beschwerden am Schambein fiel er anschließend langfristig aus und schaffte danach nicht mehr die Rückkehr in die Stammelf. Angesichts dessen entschied er sich 1987 mit 29 Jahren nach 67 Erstligapartien ohne Tor und 65 Zweitligapartien mit sieben Toren in Frankreich sowie einer vorausgehenden Zeit im Kongo für das Ende seiner Laufbahn. Er blieb über seine Zeit als Profi hinaus in Frankreich und fand eine Anstellung als Verwaltungsbeamter beim Gemeindeverband rund um die Stadt Toulon.